# Lovec kuguárů
Lovec kuguárů (1955, Lion Hound) je dobrodružný román pro mládež od amerického spisovatele Jima Kjelgaarda.

## Obsah románu
Hlavním hrdinou románu je mladík Johnny Torrington, který žije se svým dědečkem Allisem Torringtonem v drsných horách na americko-kanadském pomezí. Johnny touží stát se lovcem, jako byl jeho dědeček a jako je jejich soused Jake Kane, ví však, že postupující civilizace dělá z tohoto způsobu obživy anachronismus. Chystá se proto vystudovat lesnickou školu, aby se jeho budoucí povolání týkalo přírody.
Jednoho dne se ale kraji objeví divoký kuguár, horský lev (lidové označení pro americkou pumu), který ohrožuje okolo žijící lidi a napadá skot, ovce, koně a psy. Zabijáka je tedy nutno za každou cenu zneškodnit. Úkolu se ujímá zkušený Jake Kane a Johnny, který sní o lovu divokých zvířat, se k němu s nadšením připojí. Jejich úsilí je však marné.
Konečně se Jakeovi podaří dostat kočku do pasti, selže mu ale puška a kuguár jej zabije. Johnny s ním tentokrát není, protože musí být ve škole. Když se vrátí domů, rozhodne se, že se za Jakeem vydá, ale nenajde ho. Pak se vrátí psi z Jakeovy smečky, ale po Jakeovi není ani stopy. Do hor se vydá dokonce záchranná výprava, ale vše je marné.
Pak kuguár přepadne jeden ranč a zabije tam všechny ovce a psy. Johnny s dědečkem se vydají po jeho stopě a Johhymu se podaří kuguára zastřelit. Poblíž pak najdou Jakeovo mrtvé tělo.

## Česká vydání
- Lovec kuguárů, Albatros, Praha 1975, přeložil Jiří Šeda.